# الاشراف (إب)

تعديل مصدري - تعديل

الاشراف محلة تابعة لقرية جعران، التابعة لعزلة المقاطن بمديرية إب إحدى مديريات محافظة إب في الجمهورية اليمنية.، بلغ تعداد سكانها 80 حسب تعداد اليمن لعام 2004.